# دانيال جيل (مصمم جرافيك)
دانيال جيل (بالإسبانية: Daniel Gil)‏ هو مصمم جرافيك إسباني، ولد في 17 فبراير 1930 في سانتاندير في إسبانيا، وتوفي في 14 نوفمبر 2004 في مدريد في إسبانيا.